# Gmina Novoselë (okręg Kolonja)
Gmina Novoselë (alb. Komuna Novoselë) – gmina położona w południowo-wschodniej części Albanii. Administracyjnie należy do okręgu Kolonja w obwodzie Korcza. W 2011 roku populacja gminy wynosiła 355 osób, 163 kobiety oraz 192 mężczyzn, z czego Albańczycy stanowili ponad 91% mieszkańców. Gmina leży w północnym Pindos.
W skład gminy wchodzi dziesięć miejscowości: Novoselë, Mesiçkë, Kagjinas, Zharkanj, Piskal, Vitisht, Shijan, Kaduç, Dermar, Mbreshtan.